# Jablůnka
Jablůnka (en allemand : Jablunka) est une commune du district de Vsetín, dans la région de Zlín, en Tchéquie. Sa population s'élevait à 2 056 habitants en 2020.

## Géographie
Jablůnka se trouve à 6 km au nord-nord-ouest de Vsetín, à 28 km au nord-est de Zlín, à 100 km à l'est-nord-est de Brno et à 265 km au sud-est de Prague.
La commune est limitée par Bystřička au nord, par Růžďka à l'est, par Vsetín et Ratiboř au sud et par Pržno à l'ouest.

## Histoire
La première mention écrite du village de Jablůnka remonte à 1505.